# Tallinna MA Vabaettur
Tallinna MA Vabaettur – estoński klub szachowy z siedzibą w Tallinnie, dwukrotny mistrz kraju.

## Historia
Klub powstał w 1999 roku jako MK Vabaettur, w 2000 roku został członkiem estońskiej federacji szachowej. W 2001 roku klub zajął trzecią pozycję w mistrzostwach kraju, za MSK Kasmar i SK Reval-Sport. To samo osiągnięcie klub powtórzył trzy lata później, a w 2005 roku zdobył wicemistrzostwo Estonii. Ponadto w 2005 roku nastąpiła zmiana nazwy klubu na MA Vabaettur. W sezonie 2006 zespół ponownie zajął drugie miejsce w lidze, ulegając jedynie Viljandi CC Fellin. W roku 2007 MA Vabaettur zdobył tytuł mistrzowski, a dwa lata później uzyskał wicemistrzostwo. W sezonie 2010 po raz drugi klub zdobył mistrzostwo Estonii. W 2015 roku zespół zajął trzecie miejsce w krajowych rozgrywkach.